# Alejandro Osorio (football)
Pour les articles homonymes, voir Alejandro Osorio et Osorio (homonymie).
Luis Alejandro Osorio González (né le 24 septembre 1976 à Rancagua au Chili) est un footballeur international chilien, qui évoluait au poste de milieu de terrain.

## Biographie

### Carrière en sélection
Avec l'équipe du Chili, il dispute 8 matchs (pour aucun but inscrit) entre 1997 et 2001. Il figure notamment dans le groupe des sélectionnés lors des Copa América de 1997 et de 2001.

## Palmarès
- Champion du Chili en 1997 (Ouverture) et en 2005 (Clôture) avec l'Universidad Católica